# سروکوملا
سروکوملا (به لهستانی:  Serokomla) یک روستا در لهستان است که در گمینا سروکوملا واقع شده‌است. سروکوملا ۱٬۰۶۰ نفر جمعیت دارد.